# Close Encounters Tour
Close Encounters Tour – szósta trasa koncertowa Robbie’ego Williamsa; w jej trakcie odbyło się sześćdziesiąt koncertów.
1. 10 kwietnia 2006 – Durban, Afryka Południowa – ABSA Stadium
2. 13 kwietnia 2006 – Kapsztad, Afryka Południowa - Green Point Stadium
3. 17 kwietnia 2006 – Pretoria, Afryka Południowa – Loftus Stadium
4. 21 kwietnia 2006 – Dubaj, Zjednoczone Emiraty Arabskie – Nad Al Sheba
5. 9 czerwca 2006 – Dublin, Irlandia – Croke Park
6. 13 czerwca 2006 – Bruksela, Belgia – KBS Stadium
7. 14 czerwca 2006 – Bruksela, Belgia – KBS Stadium
8. 17 czerwca 2006 – Paryż, Francja – Parc des Princes
9. 21 czerwca 2006 – Amsterdam, Holandia – Amsterdam ArenA
10. 22 czerwca 2006 – Amsterdam, Holandia – Amsterdam ArenA
11. 24 czerwca 2006 – Amsterdam, Holandia – Amsterdam ArenA
12. 26 czerwca 2006 – Amsterdam, Holandia – Amsterdam ArenA
13. 1 lipca 2006 – Göteborg, Szwecja – Ullevi Stadium
14. 2 lipca 2006 – Göteborg, Szwecja – Ullevi Stadium
15. 6 lipca 2006 – Kopenhaga, Dania – Parken Stadium
16. 7 lipca 2006 – Kopenhaga, Dania – Parken Stadium
17. 10 lipca 2006 – Drezno, Niemcy – Festwiese
18. 11 lipca 2006 – Drezno, Niemcy – Festwiese
19. 14 lipca 2006 – Hamburg, Niemcy – Trabrennbahn
20. 15 lipca 2006 – Hamburg, Niemcy – Trabrennbahn
21. 19 lipca 2006 – Budapeszt, Węgry – Népstadion
22. 22 lipca 2006 – Mediolan, Włochy – San Siro Stadium
23. 27 lipca 2006 – Berlin, Niemcy – Olympiastadion
24. 28 lipca 2006 – Berlin, Niemcy – Olympiastadion
25. 1 sierpnia 2006 – Monachium, Niemcy – Olympiastadion
26. 2 sierpnia 2006 – Monachium, Niemcy – Olympiastadion
27. 3 sierpnia 2006 – Monachium, Niemcy – Olympiastadion
28. 8 sierpnia 2006 – Kolonia, Niemcy – Jahnwiese
29. 9 sierpnia 2006 – Kolonia, Niemcy – Jahnwiese
30. 12 sierpnia 2006 – Hockenheim, Niemcy - Hockenheimring
31. 13 sierpnia 2006 – Hockenheim, Niemcy – Hockenheimring
32. 18 sierpnia 2006 – Wiedeń, Austria – Ernst Happel Stadion
33. 19 sierpnia 2006 – Wiedeń, Austria – Ernst Happel Stadion
34. 23 sierpnia 2006 – Berno, Szwajcaria – Stade de Suisse
35. 24 sierpnia 2006 – Berno, Szwajcaria – Stade de Suisse
36. 1 września 2006 – Glasgow, Szkocja – Hampden Park
37. 2 września 2006 – Glasgow, Szkocja – Hampden Park
38. 8 września 2006 – Leeds, Anglia – Roundhay Park
39. 9 września 2006 – Leeds, Anglia – Roundhay Park
40. 14 września 2006 – Milton Keynes, Anglia – Milton Keynes Bowl
41. 15 września 2006 – Milton Keynes, Anglia – Milton Keynes Bowl
42. 16 września 2006 – Milton Keynes, Anglia – Milton Keynes Bowl
43. 18 września 2006 – Milton Keynes, Anglia – Milton Keynes Bowl
44. 19 września 2006 – Milton Keynes, Anglia – Milton Keynes Bowl
45. 10 października 2006 – Santiago, Chile – Estadio Nacional de Chile
46. 14 października 2006 – Buenos Aires, Argentyna – River Plate Stadium
47. 15 października 2006 – Buenos Aires, Argentyna - River Plate Stadium
48. 18 października 2006 – Rio de Janeiro, Brazylia – Sambadrome Arena
49. 19 października 2006 – Meksyk, Meksyk – Palacio de los Deportes (występ na rozdaniu nagród MTV)
50. 21 października 2006 – Meksyk, Meksyk – Foro Sol
51. 22 października 2006 – Meksyk, Meksyk - Foro Sol (koncert transmitowany przez południowoamerykańską telewizję)
52. 30 listopada 2006 – Perth, Australia – Subiaco Oval
53. 1 grudnia 2006 – Perth, Australia – Subiaco Oval
54. 5 grudnia 2006 – Adelaide, Australia – AAMI Stadium
55. 9 grudnia 2006 – Sydney, Australia – Aussie Stadium
56. 10 grudnia 2006 – Sydney, Australia – Aussie Stadium
57. 13 grudnia 2006 – Brisbane, Australia – Suncorp Stadium
58. 14 grudnia 2006 – Brisbane, Australia – Suncorp Stadium
59. 17 grudnia 2006 – Melbourne, Australia - Telstra Dome
60. 18 grudnia 2006 – Melbourne, Australia – Telstra Dome